# Mistero alle Bermuda
Mistero alle Bermuda (The Triangle) è un film statunitense del 2001 diretto da Lewis Teague.